# Eglisau
Eglisau (toponimo tedesco) è un comune svizzero di 5 167 abitanti del Canton Zurigo, nel distretto di Bülach; ha lo status di città.

## Monumenti e luoghi d'interesse

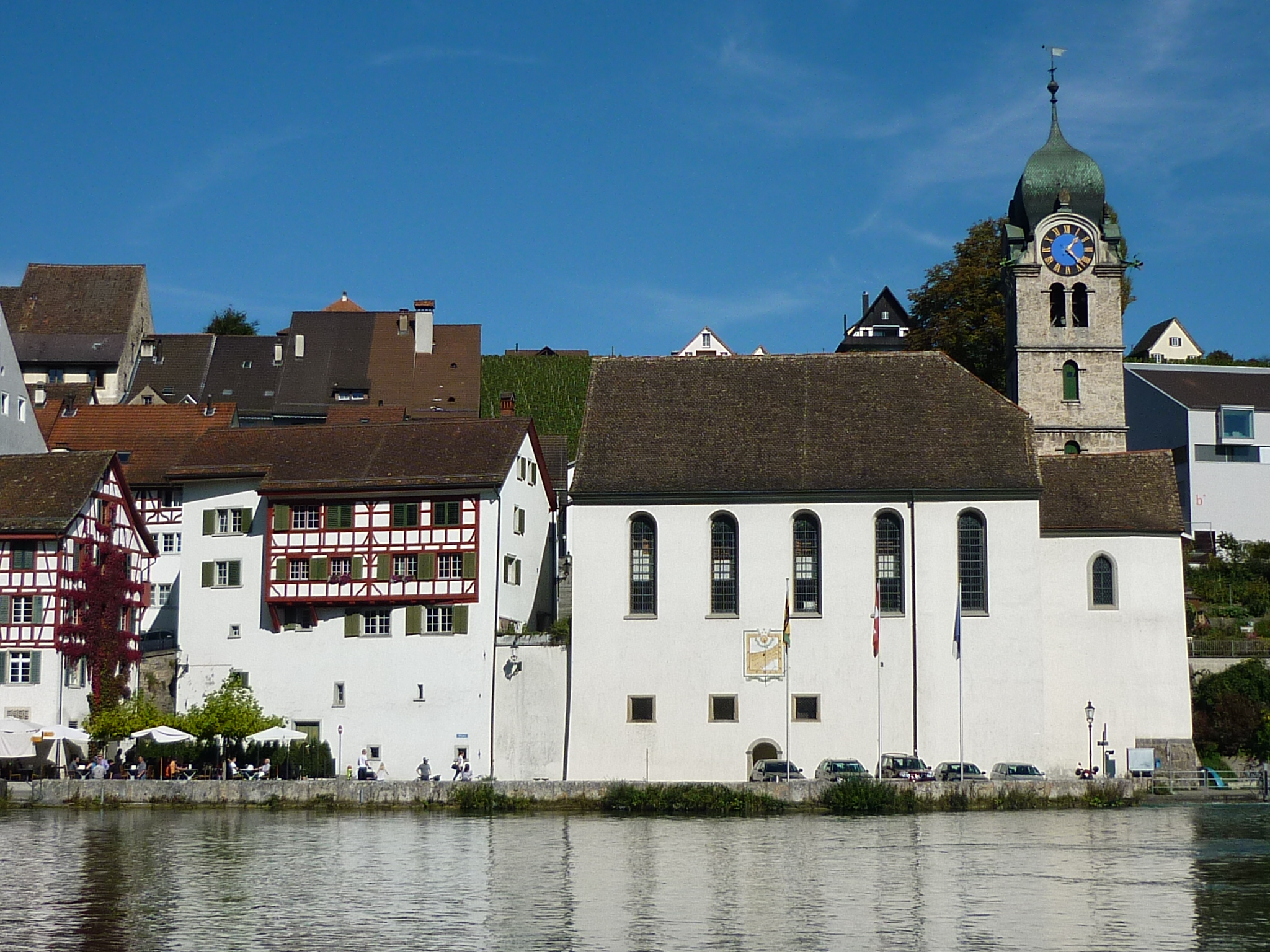
La chiesa riformata

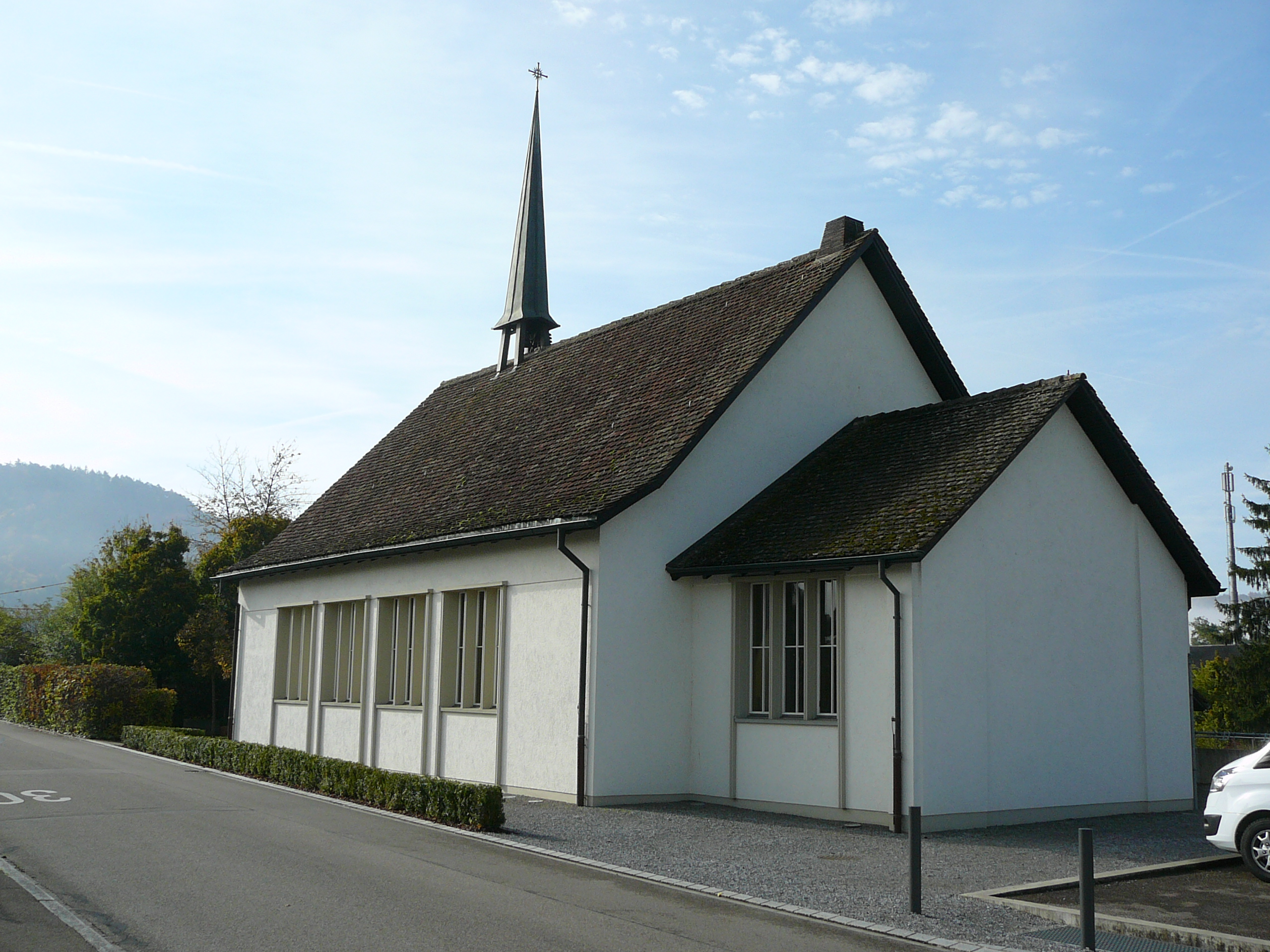
La chiesa cattolica di San Giuda Taddeo

- Chiesa riformata, ricostruita nel 1337 e nel 1717[1].
- Chiesa cattolica di San Giuda Taddeo, eretta nel 1950[1];
- Castello di Eglisau, eretto nel XIV secolo[1].

## Società

### Evoluzione demografica
L'evoluzione demografica è riportata nella seguente tabella:
Abitanti censiti

## Geografia antropica

### Quartieri
- Burg
- Seglingen
- Städtli
- Steig
- Wiler

### Frazioni
- Tössriedern

## Infrastrutture e trasporti

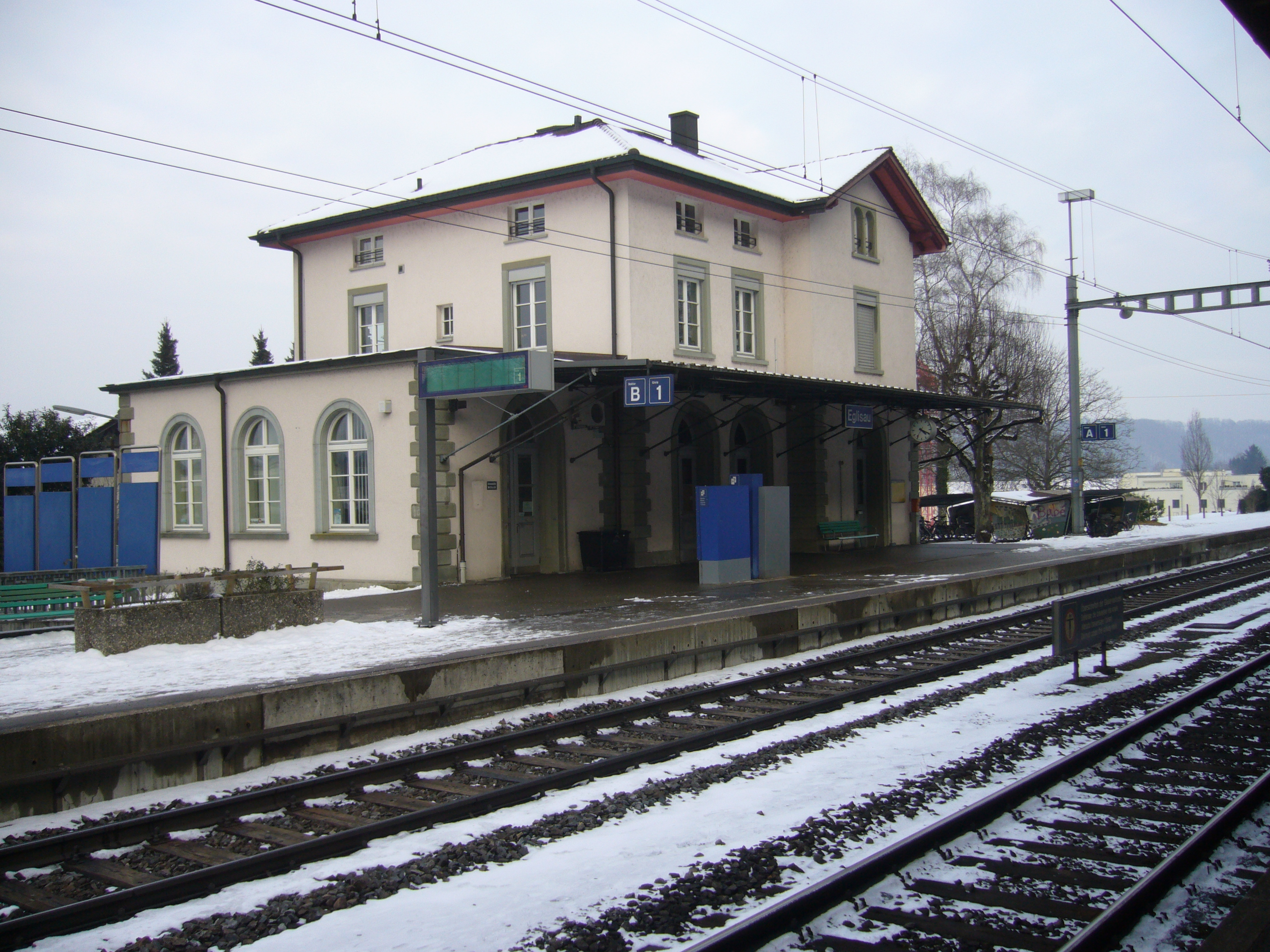
La stazione di Eglisau

Eglisau è servito dall'omonima stazione sulla ferrovia Winterthur-Bülach-Koblenz e sulla ferrovia Eglisau-Neuhausen.

## Amministrazione
Ogni famiglia originaria del luogo fa parte del cosiddetto comune patriziale e ha la responsabilità della manutenzione di ogni bene ricadente all'interno dei confini del comune.